# Полтавський політехнічний коледж
Полтавський політехнічний коледж Національного технічного університету «Харківський політехнічний інститут» — державний вищий навчальний заклад І рівня акредитації, підпорядкований Міністерству освіти і науки України та розташований у Полтаві.

## Історія
Наказом № 327 Держкомітету оборони і Раднаркому УРСР від 23 травня 1944 року у Полтаві був створений технікум цивільного будівництва, який згодом отримав назву «Полтавський будівельний технікум» і готував молодих фахівців за будівельними спеціальностями різного спрямування.
Протягом років, які минули з часу його заснування, назва, профіль та спеціалізація технікуму неодноразово змінювались. Полтавський енергобудівний, згодом — електротехнічний — технікум 1991 року у зв'язку із розширенням асортименту спеціальностей був реорганізований у Полтавський політехнічний коледж (ППК) і переданий Міністерству вищих навчальних закладів України. З 2005 року ППК увійшов, як окремий підрозділ, до складу Національного технічного університету «Харківський політехнічний інститут».
Зараз Полтавський політехнічний коледж  — один з найпрестижніших навчальних закладів Полтавської області, який справедливо пишається своїми випускниками. За 75 років підготовлено понад 20 тисяч висококваліфікованих фахівців різних спеціальностей. Багато з них продовжують навчання у НТУ «ХПІ» та інших вищих навчальних закладах III-IV рівнів акредитації, очолюють або посідають керівні посади на підприємствах Полтавщини, чесно виконуючи свій професійний обов'язок, примножуючи славу рідної alma mater.

## Напрямки підготовки
Коледж акредитований як навчальний заклад І рівня акредитації за спеціальностями:
| Галузь знань | Галузь знань            | Спеціальність (напрям підготовки) | Спеціальність (напрям підготовки)                    | Спеціалізація (освітня програма)                                         |
| ------------ | ----------------------- | --------------------------------- | ---------------------------------------------------- | ------------------------------------------------------------------------ |
| код          | назва                   | код                               | назва                                                | Спеціалізація (освітня програма)                                         |
| 12           | Інформаційні технології | 121                               | Інженерія програмного забезпечення                   | Розробка програмного забезпечення                                        |
| 12           | Інформаційні технології | 123                               | Комп'ютерна інженерія                                | Обслуговування комп'ютерних систем і мереж                               |
| 13           | Механічна інженерія     | 133                               | Галузеве машинобудування                             | Технологія обробки матеріалів на верстатах і автоматичних лініях         |
| 14           | Електрична інженерія    | 141                               | Електроенергетика, електротехніка та електромеханіка | Монтаж і експлуатація електроустаткування підприємств і цивільних споруд |
| 14           | Електрична інженерія    | 141                               | Електроенергетика, електротехніка та електромеханіка | Монтаж і експлуатація електротехнічних і світлотехнічних установок       |

Окрім спеціальних знань всі студенти коледжу додатково отримують робочі спеціальності за відповідними напрямками під час проходження виробничої практики, також при їх бажанні можуть отримати додаткову спеціальність «оператор ЕОМ».

## Керівний склад
| Посада                                            | Прізвище, ім'я та по батькові | З якого часу обіймає посаду |
| ------------------------------------------------- | ----------------------------- | --------------------------- |
| Директор коледжу                                  | Пітяков Олександр Сергійович  | 2019                        |
| Заступник директора з навчальної роботи           | Бабич Олена Володимирівна     | 2018                        |
| Заступник директора з виховної роботи             | Поставний Ігор Миколайович    | 2017                        |
| Заступник директора з навчально-виробничої роботи | Пуленко Ігор Іванович         | 2011                        |
| Завідувач денного відділення                      | Рискіна Надія Валеріївна      | 2018                        |
| Завідувач денного відділення                      | Янковська Юлія Вікторівна     | 2017                        |
| Завідувач денного відділення                      | Марченко Ірина Іванівна       | 2017                        |
| Завідувач денного відділення                      | Марченко Світлана Миколаївна  | 2017                        |

## Структура коледжу
На цей час ППК налічує чотири денних відділення, які здійснюють підготовку за 5 спеціальностями.
Викладачі коледжу розподілені за такими предметно-цикловими комісіями:
- ПЦК природничо-математичних дисциплін, яку очолює Пітель І.М.
- ПЦК філологічних дисциплін, яку очолює Шишко Т. С.
- ПЦК суспільних дисциплін, яку очолює Москаленко О.Л.
- ПЦК фізичного виховання і ДПЮ, яку очолює Калюжна О. М.
- ПЦК природничо-наукових дисциплін, яку очолює Колечкіна І. А.
- ПЦК дисциплін програмної інженерії, яку очолює Бабич О.В.
- ПЦК дисциплін комп'ютерної інженерії, яку очолює Жуковець О.О.
- ПЦК електротехнічних предметів, яку очолює Марченко В.С.
- ПЦК світлотехнічних предметів, яку очолює Мелащенко С. І.
- ПЦК предметів технології машинобудування та обробки матеріалів, яку очолює Гордєєва Т. В.

## Стан навчально-матеріальної бази та житлового фонду
Навчальна матеріально-технічна база коледжу на цей час охоплює:
- понад 30 спеціалізованих навчальних класів
- 7 класів, обладнаних ПЕОМ
- лекційну залу
- 2 лабораторії з промисловим обладнанням
- виробничі майстерні
- лінгафонний клас
- спортивну залу
- тренажерну залу

Коледж забезпечений необхідною кількістю аудиторій для проведення усіх видів занять, що забезпечує належний рівень підготовки студентів.  Частина студентів коледжу забезпечується житлом в  гуртожитку.